# Улица Краславас (Рига)
Улица Кра́славас (латыш. Krāslavas iela) — улица в городе Рига, расположенная в Латгальском предместье, в историческом районе Московский форштадт. Начинается от улицы Фирса Садовникова, пролегает в северном направлении и заканчивается перекрёстком с улицей Калупес.
Длина улицы Краславас составляет 480 метров (по другим сведениям, включая тупиковый участок севернее улицы Калупес, проходящий по частной территории до железнодорожной насыпи, — 557 метров). На всём протяжении асфальтирована, разрешено движение в обоих направлениях. Общественный транспорт по улице не курсирует.

## История
Улица Краславас проложена после сноса палисадных укреплений города и впервые упоминается в Рижской адресной книге 1810 года под названием Большая Палисадная улица (нем. Grosse Palisadenstrasse, латыш. Lielā Palisādu iela). В 1885 году название было сокращено до «Палисадная улица». Современное название, в честь латгальского города Краслава, было присвоено в 1938 году; в дальнейшем переименований не было.

## Примечательные здания
- Дом № 1 — жилой дом молодёжного жилого комплекса (1990, архитектор Эгил Буш).
- Дом № 7 — бывший доходный дом (1908).
- Дом № 13 — бывший доходный дом (1900).
- Дом № 14 — жилой дом (2008, постмодерн, архитектурное бюро «MG Arhitekti», архитектор Гунтис Грабовскис)[5].
- Дом № 15 — деревянный доходный дом (1902).
- Дома № 18 и 18А (позади него) — бывшие доходные дома Я. Карклитиса (1913, архитектор Бернхард Биленштейн).
- Дом № 21 — бывший доходный дом (1905, архитектор Гейнрих Девендрус).
- Дом № 22 — бывший доходный дом (1899-1900, архитектор А. Пилеман). В 1922—1929 годах в его подвалах размещалась подпольная типография компартии Латвии, где печаталась газета «Cīņa» и другие нелегальные издания. До настоящего времени на здании сохраняется мемориальная доска, сообщающая об этом. В советское время в доме № 22 находился музей нелегальной печати ЦК КПЛ, открытый в 1969 году[6].
- Дом № 23 — деревянный доходный дом (1880).
- Дом № 24 — бывший доходный дом Рейнфельда (1901, архитекторы Генрих Шель и Фридрих Шеффель).
- Дом № 27 — Латвийский Библейский центр[7].
- Дом № 34 — бывший доходный дом (1902, архитектор А. Пилеман).

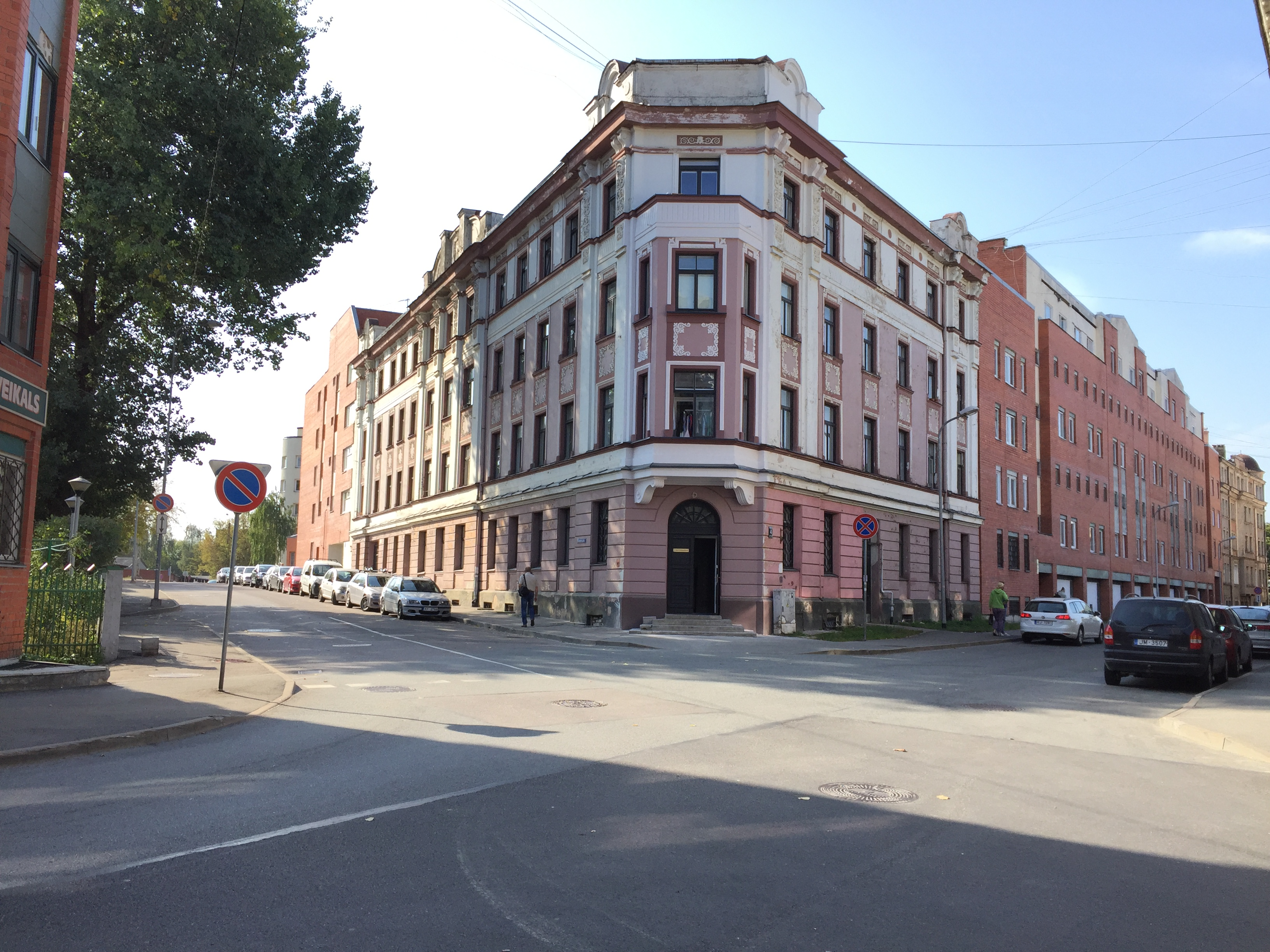
Перекрёсток с ул. Екабпилс
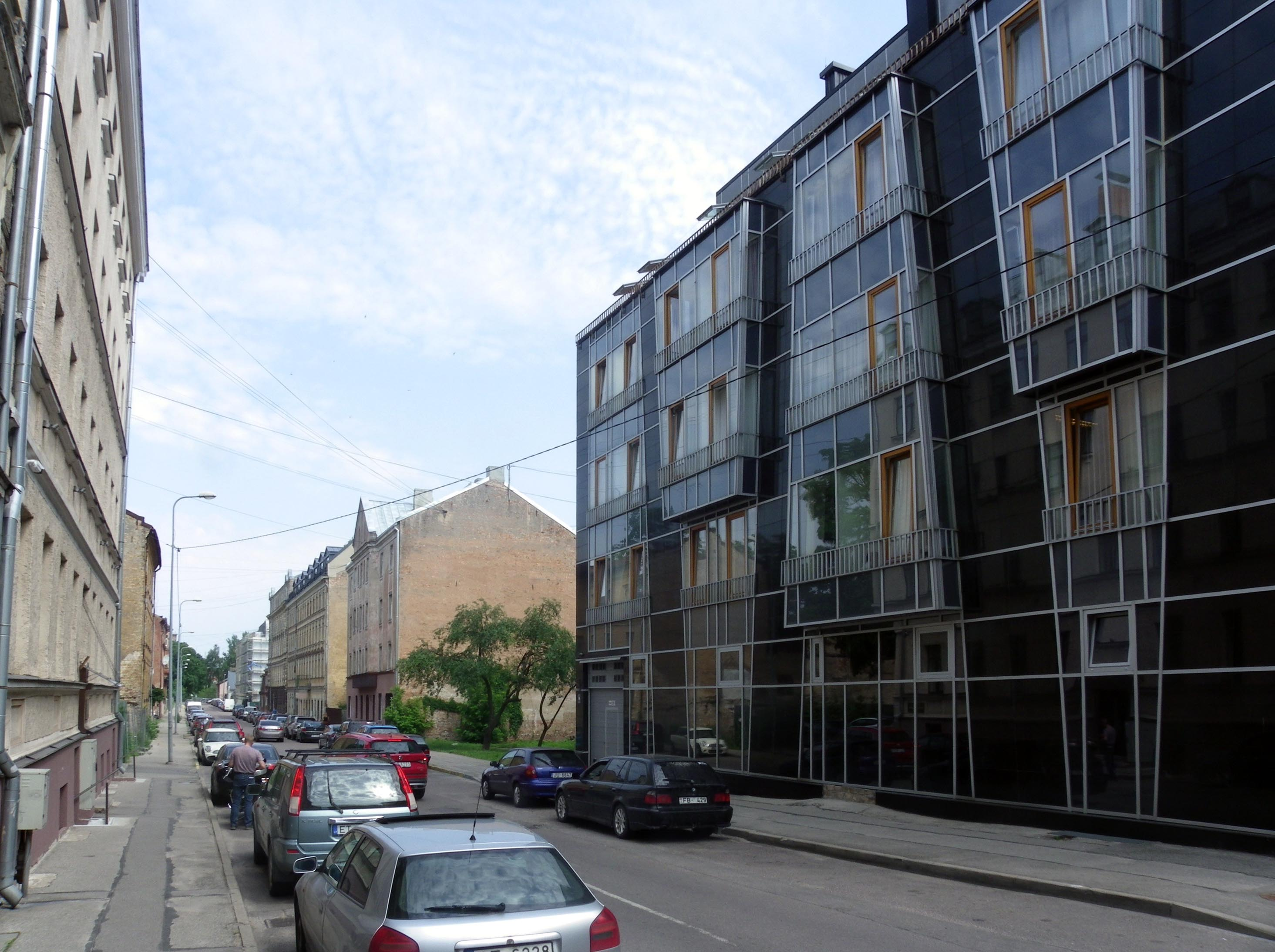
Дом № 14
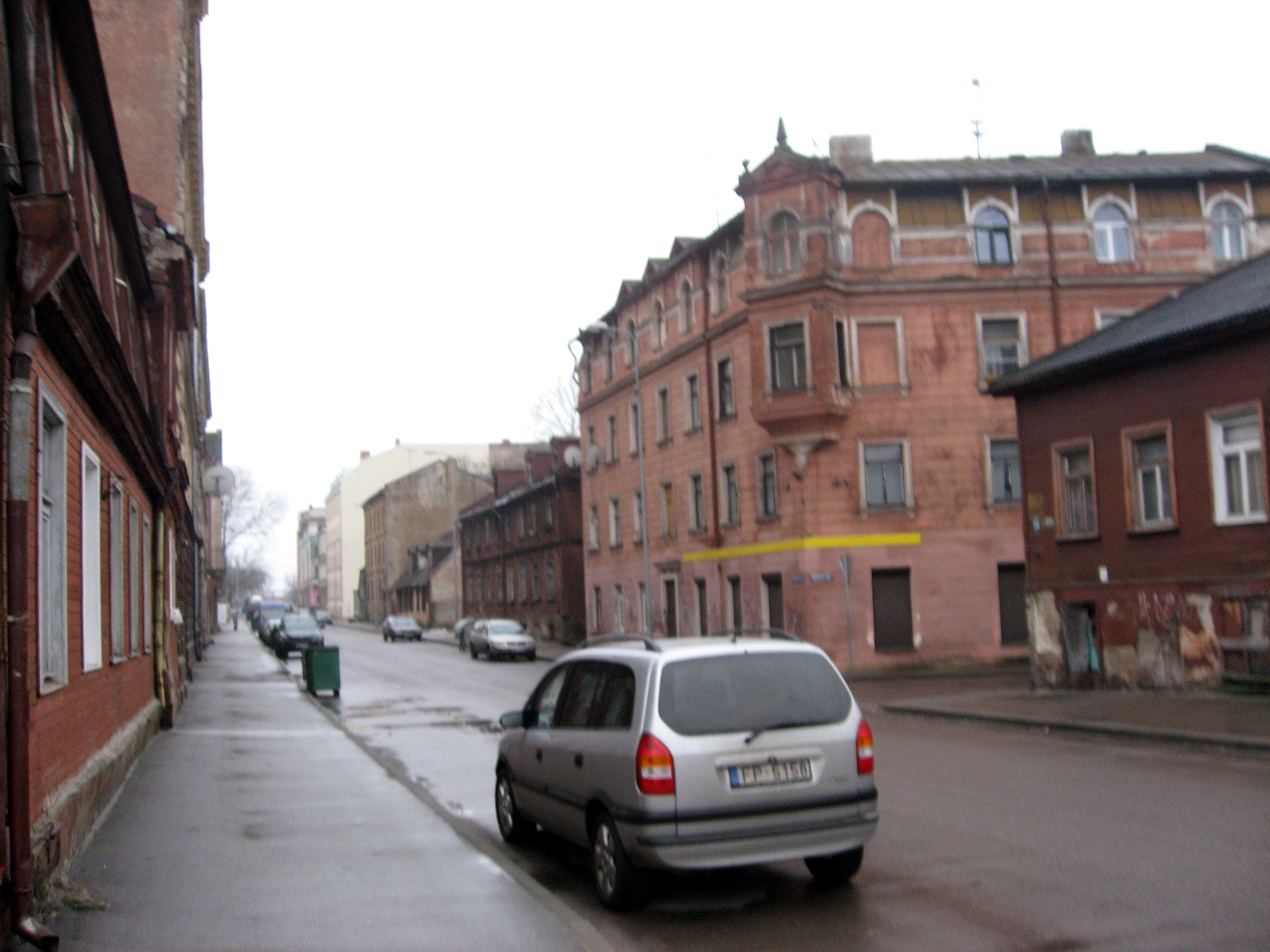
Перекрёсток с ул. Спидолас (2008)
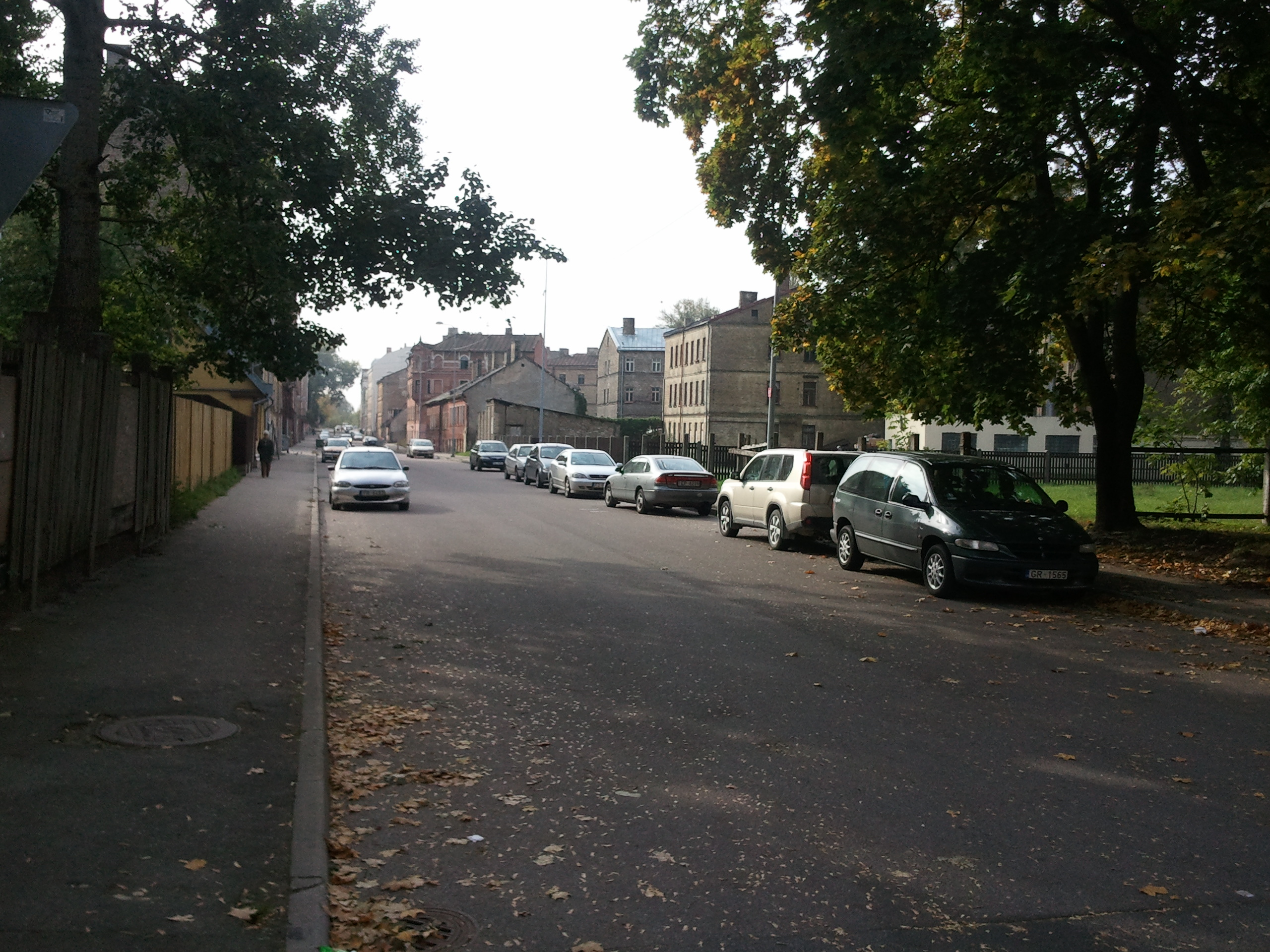
Дальняя часть улицы

## Прилегающие улицы
Улица Краславас пересекается со следующими улицами:
- улица Фирса Садовникова
- улица Екабпилс
- улица Спидолас
- улица Калупес